# Marpesia eleuchea
Marpesia eleuchea är en fjärilsart som beskrevs av Jacob Hübner 1816-1824. Marpesia eleuchea ingår i släktet Marpesia och familjen praktfjärilar. Inga underarter finns listade i Catalogue of Life.

## Bildgalleri

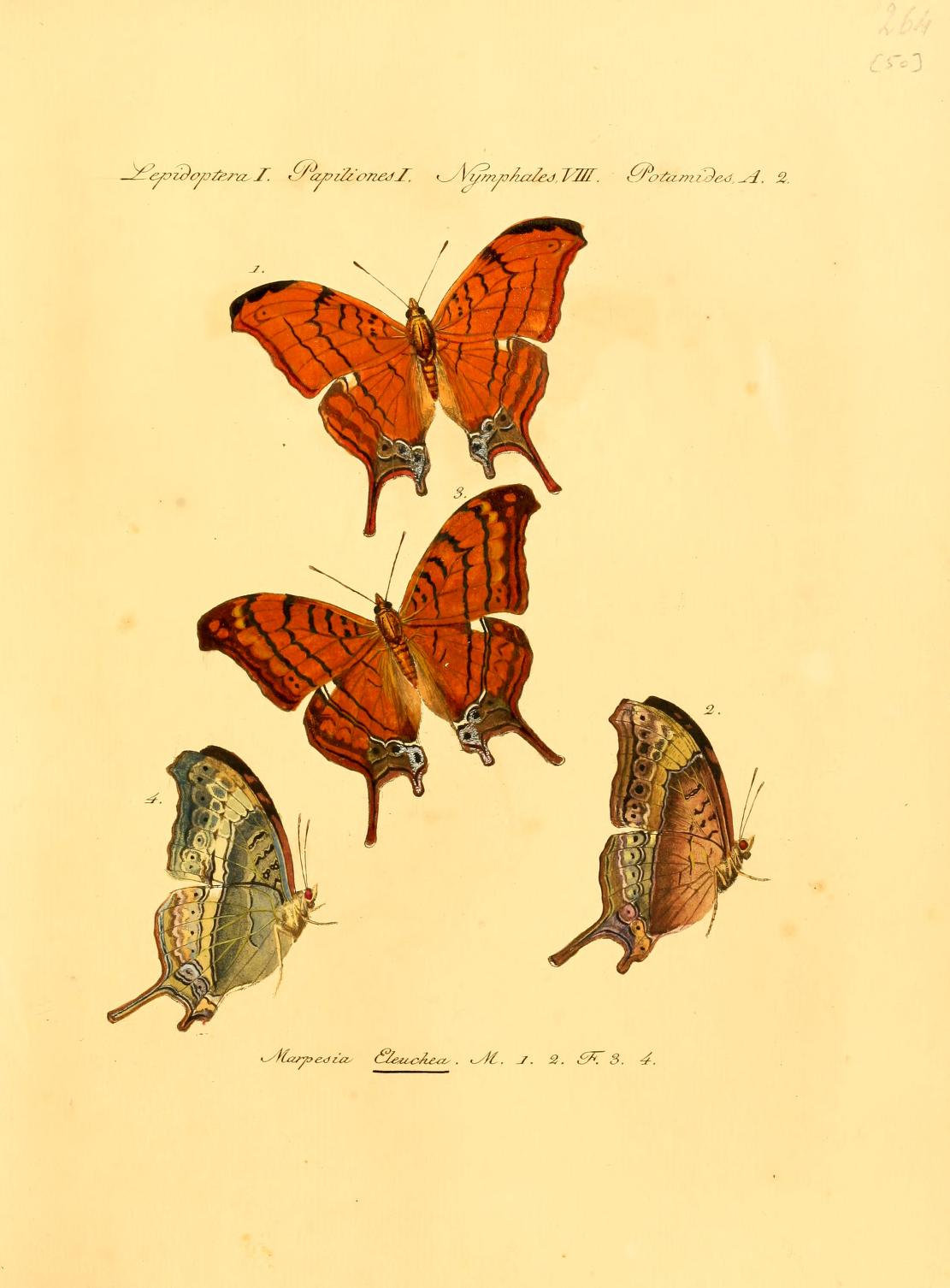